# Allerona
Allerona ist eine italienische Gemeinde mit 1691 Einwohnern (Stand 31. Dezember 2023) in der Provinz Terni in der Region Umbrien und ist Mitglied der Vereinigung I borghi più belli d’Italia (Die schönsten Orte Italiens).

## Geographie

Lage von Allerona in der Provinz Terni

Die Gemeinde erstreckt sich über rund 82 km². Sie liegt etwa 50 km südwestlich von Perugia und rund 60 km nordwestlich von Terni auf einem Hügel etwa 20 km nordwestlich von Orvieto, am Berührungspunkt der Regionen Umbrien, Latium und Toskana. Der Ort gehört zur Verwaltungsgemeinschaft Comunità montana Monte Peglia e Selva di Meana. Durch den Ort führten die alten Römerstraßen Via Cassia und Via Traiana Nova, der Ort selbst wurde durch das Haupttor Porta del Sole betreten. Der Ortsteil Allerona Scalo (ca. 7 km südöstlich gelegen, 171 Höhenmeter) liegt an der Paglia. Neben den offiziellen Ortsteilen Allerona Scalo (1863 entstanden durch die Eisenbahnlinie) und Palombara existieren noch verschiedene Borghi wie San Nicolò della Meana (um 1273 entstanden durch den Erzbischof von Orvieto, ca. 4 km von Allerona Scalo) und San Pietro Acquaeortus (ca. 8 km nördlich von Allerona, im 11. Jahrhundert entstanden).
Einziger Ortsteil ist Allerona Scalo.
Die Nachbargemeinden sind Acquapendente (VT), Castel Viscardo, Città della Pieve (PG), Fabro, Ficulle, Orvieto und San Casciano dei Bagni (SI).

## Geschichte

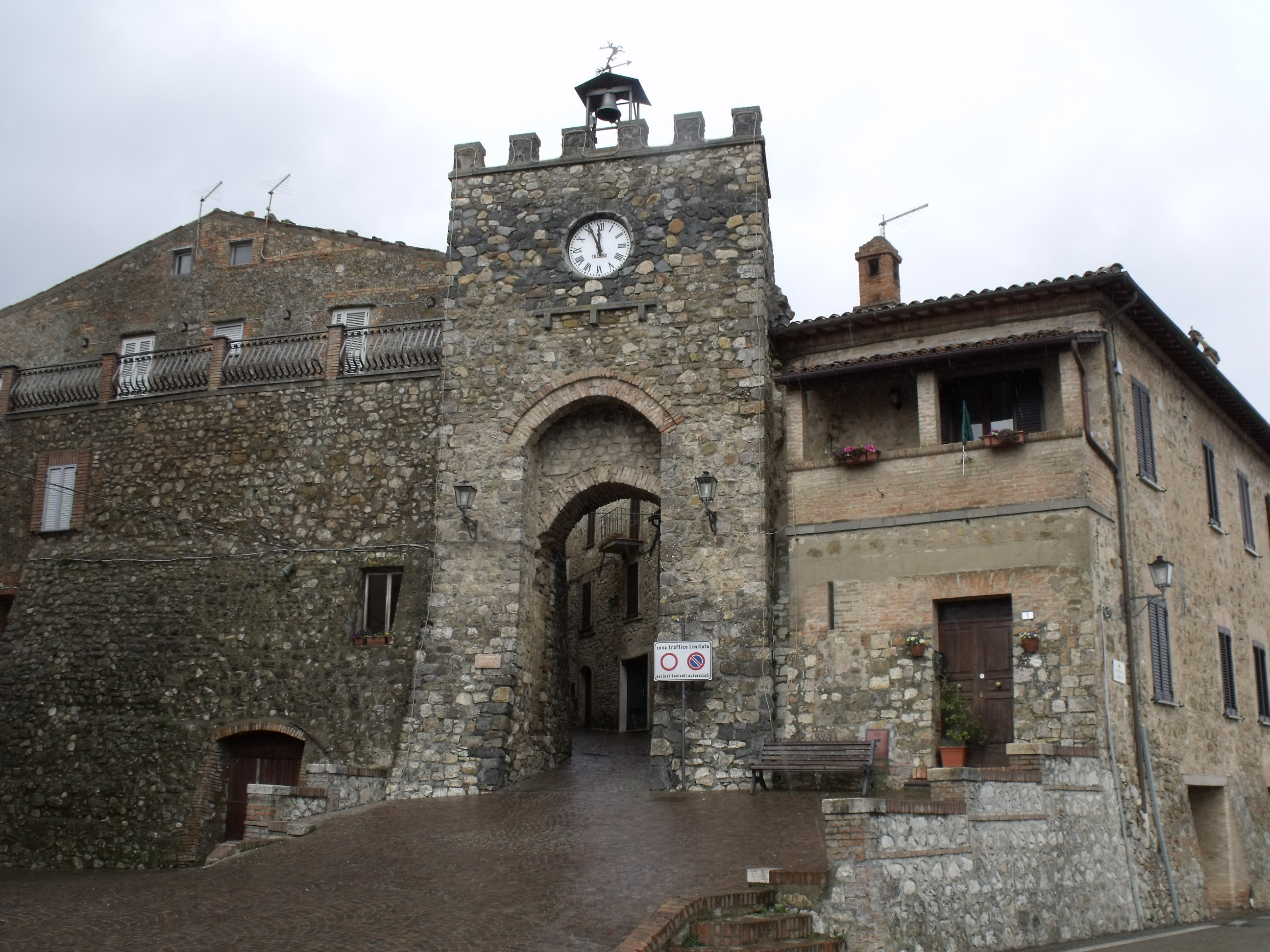
Stadttor Porta del Sole

Der Ort war in etruskischer und römischer Zeit besiedelt. Im Mittelalter gehörte er den Familien Monaldeschi und Filippeschi und war er eine bedeutende Befestigung der Kommune Orvieto gegen Chiusi. Die Burg wurde zwischen 1494 und 1495 von den Truppen des Königs Karl VIII. zerstört. Reste der Stadtmauer und die zwei Stadttore Porta del Sole (Sonnentor) und Porta della Luna (Mondtor) sind erhalten. Das eigene Gemeindestatus stammt aus dem Jahre 1585.

## Sehenswürdigkeiten

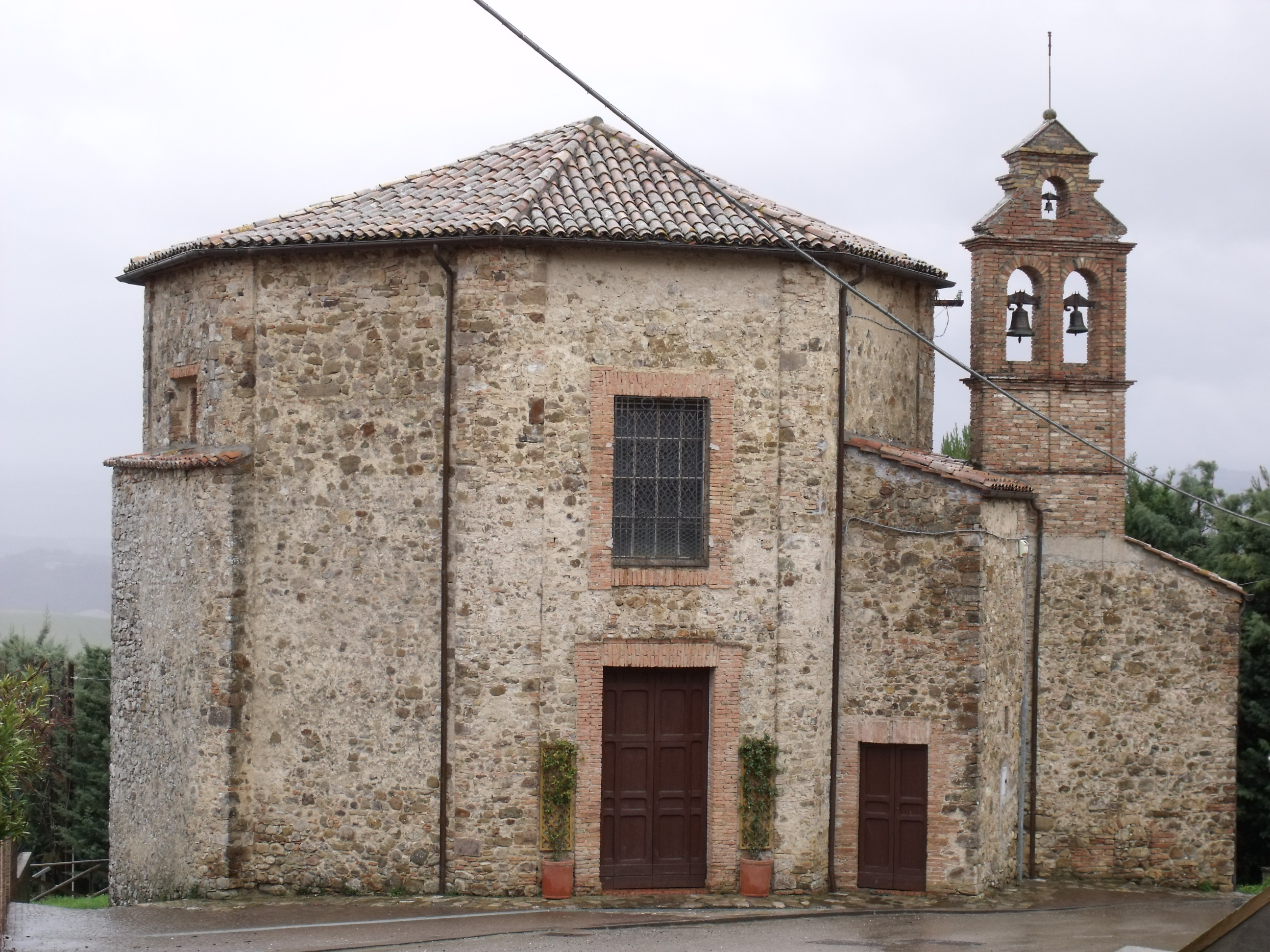
Kirche Madonna dell’Acqua

- Antico Ospedale dei Poveri (dt. altes Armenhospital), 1373 errichtetes Gebäude an der Piazzetta del Fiore im Ortskern.
- Chiesa Parrocchiale di Santa Maria Assunta – Die einschiffige Pfarrkirche stammt aus 12. Jahrhundert und wurde zwischen 1892 und 1897 stark renoviert.[4]
- Chiesa della Madonna dell’Acqua – Kirche auf achteckigem Grundriss, die kurz außerhalb der Stadtmauern liegt und zwischen 1715 und 1723 anstelle einer älteren Kapelle errichtet wurde.
- Chiesa di San Michele Arcangelo – Kirche aus dem 12. Jahrhundert kurz außerhalb der Stadtmauern.
- Chiesa di San Nicola da Bari – Kirchenruine in Allerona Scalo mit Werken und Fresken von Sinibaldo Ibi.
- Chiesa di Sant’Abbondio – Kirche aus dem 7. Jahrhundert im Ortsteil Allerona Scalo
- Archäologische Ausgrabungen bei Sant’Ansano – Reste zweier Grabmonumente aus römischer Zeit.
- Villa Cahen – Villa im Jugendstil mit großer Parkanlage, die 1880 von Edouard Cahen im Selva di Meana (Meanawald) errichtet wurde.

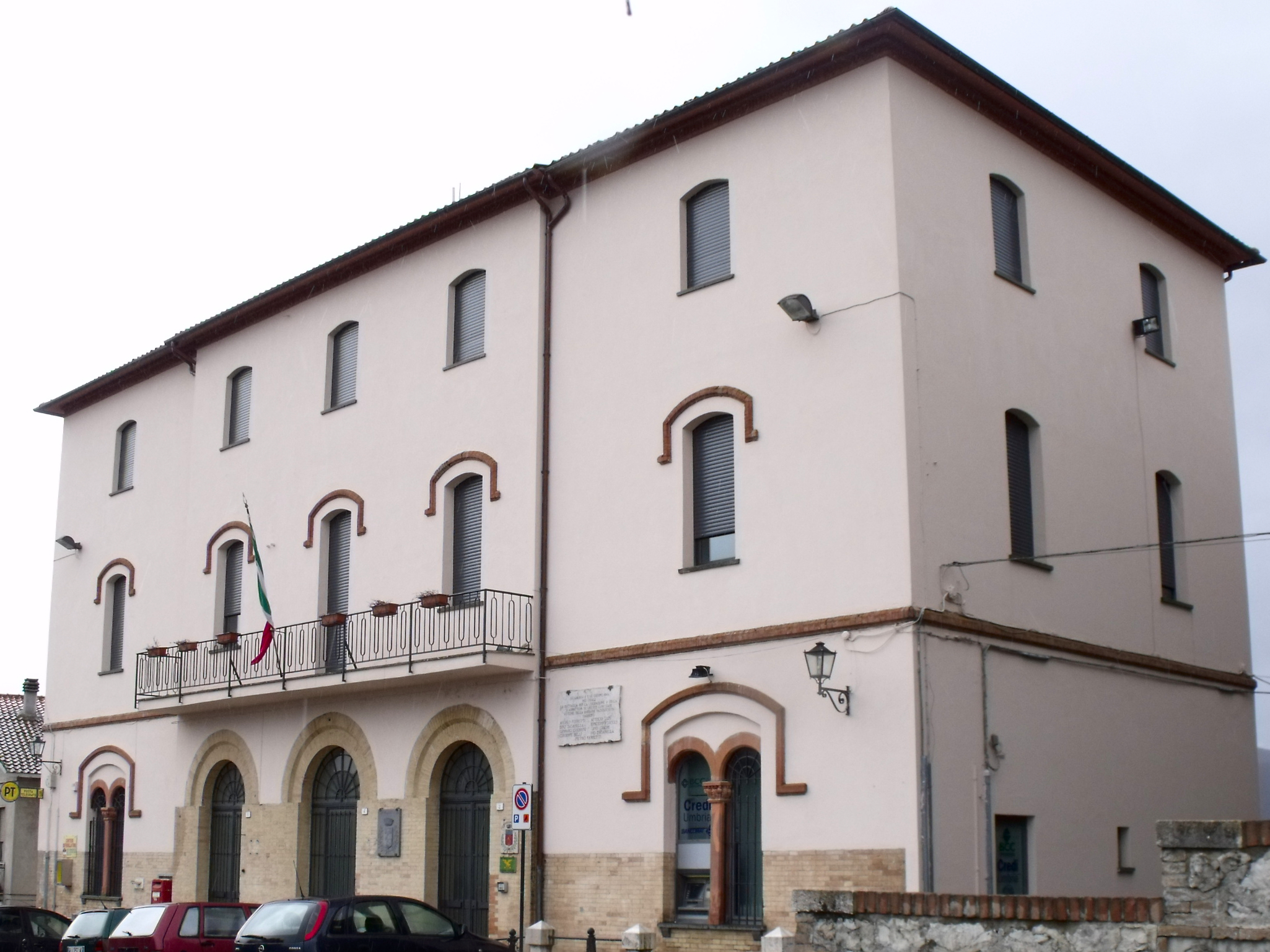
Rathaus
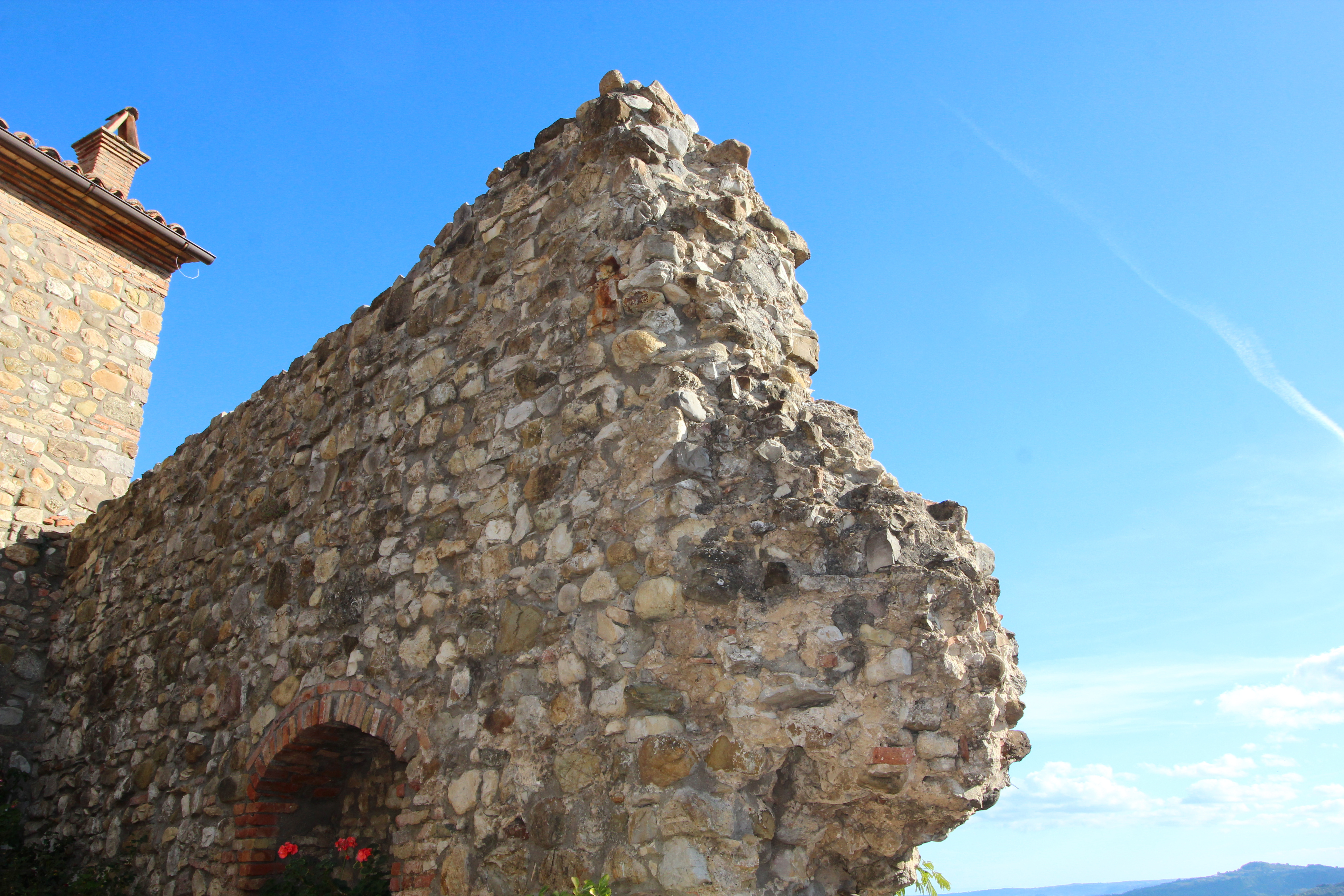
Teile der Stadtmauer
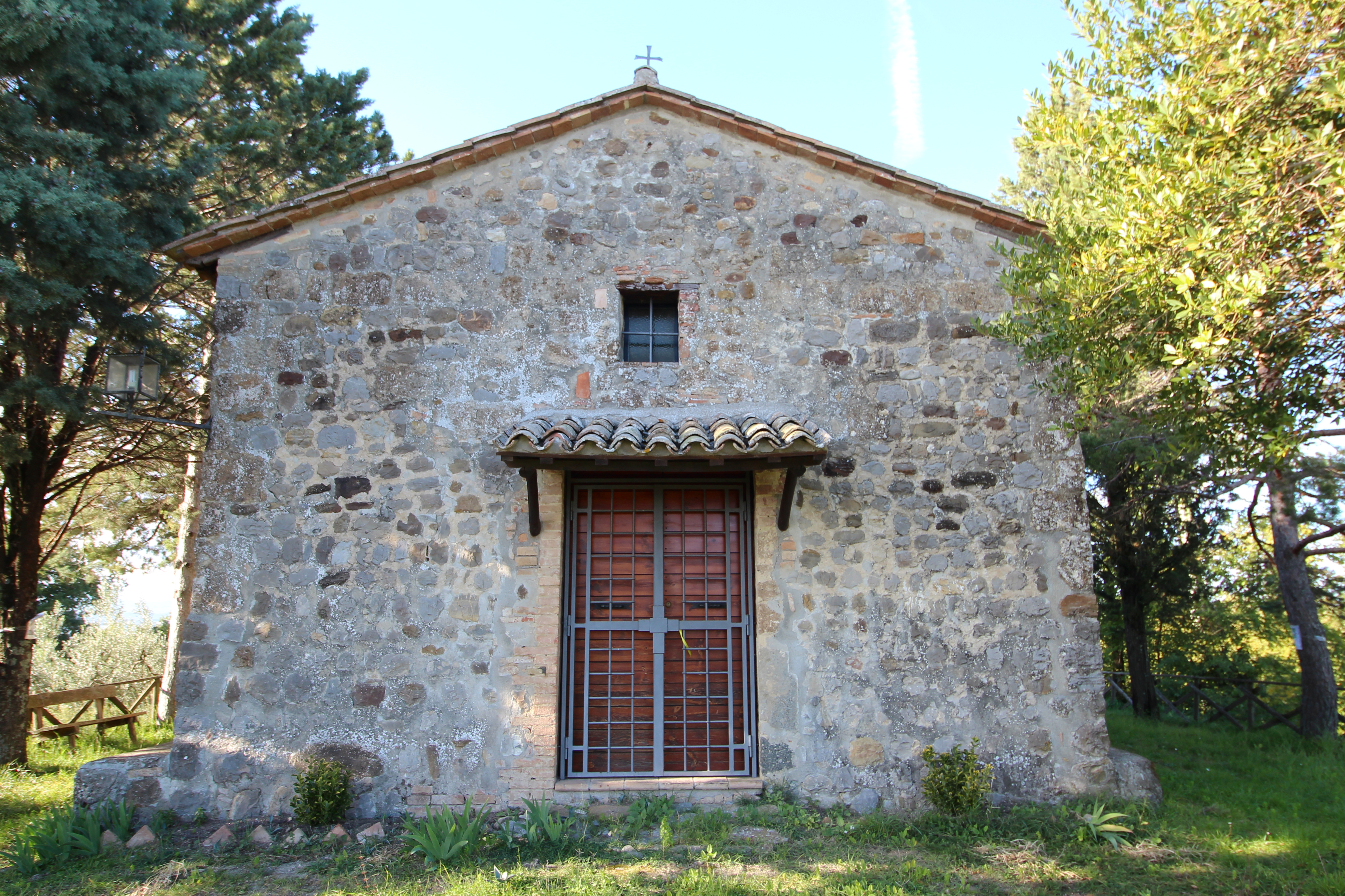
Die Kirche Sant’Abbondio nördlich von Allerona Scalo
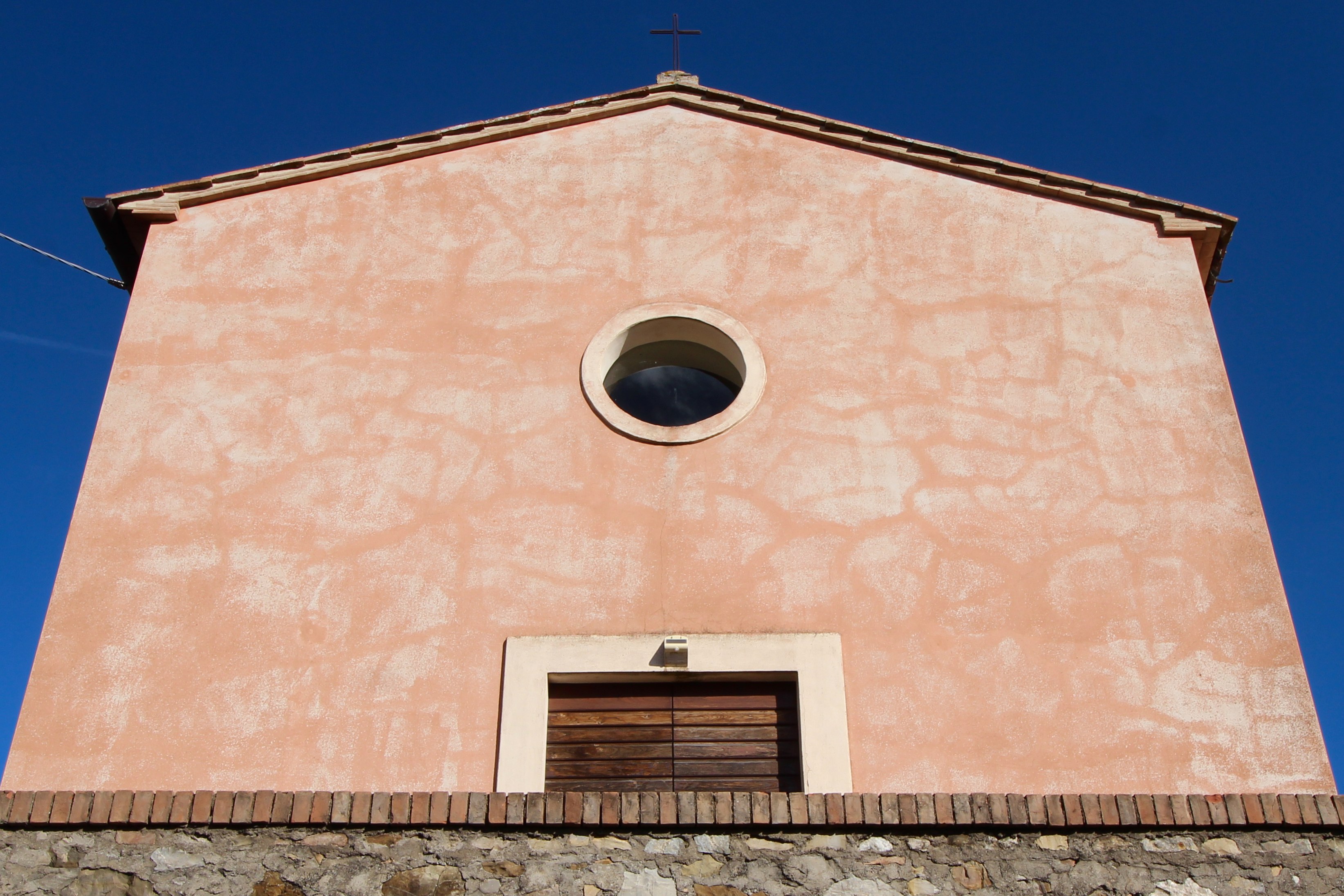
San Michele Arcangelo, kurz außerhalb des Ortskerns

## Verkehr
Der Ortsteil Allerona Scalo (Allerona Bahnhof) liegt an zwei Bahnstrecken: Der Direttissima Firenze–Roma und der Strecke Allerona–Castel Viscardo. Die A1 liegt in unmittelbarer Nähe von Allerona Scalo, allerdings ohne Anschlussstelle. Die nächste Anschlussstelle an die Autobahn ist Fabro/Ficulle oder Orvieto, beide circa 15 km entfernt.

## Regelmäßige Veranstaltungen
- Pugnaloni – Dritter Sonntag im Mai, Fest zu Ehren des Heiligen Isidor mit allegorischen Wagen und Umzug in historischen Trachten des 19. Jahrhunderts.